# هلنا فیبینگرووا
هلنا فیبینگرووا (چکی: Helena Fibingerová؛ زادهٔ ۱۳ ژوئیهٔ ۱۹۴۹) پرتاب‌گر وزنه اهل چکسلواکی بود.